# Tríada de l'atleta femenina
La tríada de l'atleta femenina  és una combinació de tres trastorns diferents que afecten comunament les atletes femenines:
- Osteoporosi
- Trastorns alimentaris
- Amenorrea.[1]